# Grigore Antipa
Grigore Antipa (n. 27 noiembrie 1867, Botoșani, România – d. 9 martie 1944, București, România) a fost un naturalist, biolog darwinist, zoolog, ihtiolog, ecolog, oceanolog și profesor universitar român. Este savantul care a reorganizat Muzeul Național de Istorie Naturală în noua clădire  care astăzi îi poartă numele, proiectată de arhitectul Grigore Cerchez, edificată în anul 1906 și inaugurată de Carol I al României în anul 1908.

## Tinerețea
Și-a petrecut copilăria la Botoșani, într-un cartier locuit de mulți armeni și evrei, care l-au deprins cu limbile străine. Tatăl său era avocat, dar și-a pierdut devreme părinții și a fost crescut de mătuși, într-un mediu modest. Mulțumită fratelui său mai mare, Nicolae, care era parazitolog, a obținut o bursă regală și a făcut studii universitare la Jena (Germania), cu celebrul naturalist Ernst Haeckel (1834-1919), inventatorul ecologiei. Și-a continuat cercetările științifice în Franța și Italia. Din această perioadă datează un studiu al său asupra evoluției timusului la pești.

## Cariera

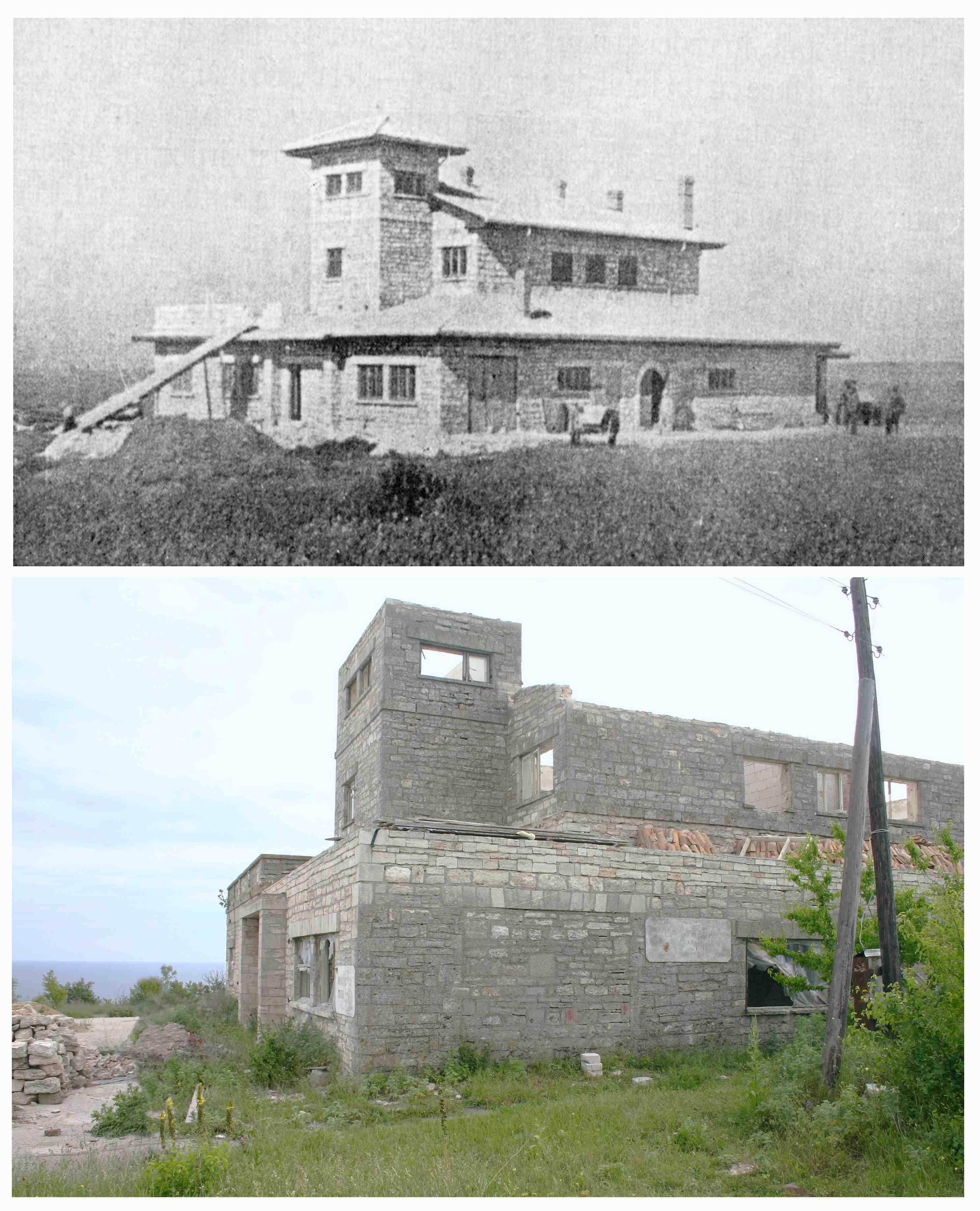
Stațiunea de biologie marină Caliacra a Institutului Bio-Oceanografic din Constanța în 1937 și în 2007.

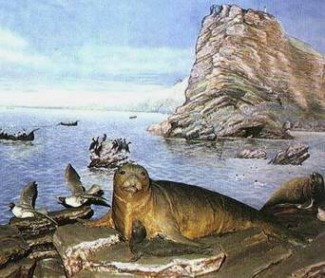
Dioramă realizată de Grigore Antipa, reprezentând focile Monachus monachus albiventer azi dispărute.

În apropierea insulei Capri (Italia), Antipa a descoperit o nouă specie de meduză fixă, Capria sturdzii. El s-a consacrat studierii Dunării și Mării Negre, participând în 1893 la o expediție în jurul acestei mări, expediție organizată de țările riverane și care a durat nouă luni. Regele Carol I i-a pus la dispoziție, pentru această expediție, crucișătorul Elisabeta. Cu această ocazie a întreprins primele cercetări de biologie marină. Cele mai semnificative rezultate au fost obținute în domeniul hidrobiologiei, el fiind considerat ca un precursor, în acest domeniu, atât în știința românească, cât și în cea mondială.
Antipa a înființat în 1932 Institutul Biooceanografic din Constanța, cu cele două rezervații și stațiuni de cercetări, cea de la Agigea (creată de Ioan Borcea) și cea de la capul Caliacra (prima este azi departe de mare, iar rezervația a fost distrusă, a doua este în ruine, dar rezervația mai există). Institutul Biooceanografic din Constanța a fost transformat în 1949 în Stațiunea de Cercetări Maritime și Proiectări Piscicole, înglobată în 1970 în Institutul Român de Cercetări Marine.
Grigore Antipa a pus la cale, cu sprijinul regilor Carol I și Ferdinand, un plan de exploatare rațională a pescăriilor din lunca și delta Dunării, și de la limane (limanele Basarabiei și ale Dobrogei de la nordul și sudul gurilor Dunării). Conform principiilor ecologice ale lui Haeckel, acest plan a dublat în zece ani producția de pește și de icre negre, fără să distrugă mediile și îndeosebi locurile de înmulțire ale peștilor. Cherhanalele cooperative au îmbunătățit situația pescarilor, astfel că sistemul Antipa, foarte avansat pentru timpul său, a fost preluat de regimul comunist în 1947 și dezvoltat până în anii 1965. Dar ulterior a fost înlocuit cu sistematizarea desecărilor, a îndiguirilor și a canalizărilor. Politica ecologică de optimizare a fenomenelor naturale, numită de Grigore Antipa geonomie a fost înlocuită cu una de contrariere a lor, care a dus logic la accelerarea curentelor pe canale, la eutrofizarea zonelor stagnante, și la prăbușirea productivității peștelui (parțial compensată astăzi prin piscicultură).
A fost director al Muzeului Național de Istorie Naturală (1892 - 1944). Principiile și inovațiile sale muzeologice, privind organizarea acestui muzeu, modul de expunere, aranjamentul și explicarea colecțiilor, au stârnit interesul specialiștilor străini, care i-au solicitat o lucrare referitoare la organizarea muzeelor de istorie naturală, care a fost publicată în 1934, purtând titlul Principes et moyens pour la réorganisation des musées d'histoire naturelle. Pornind de la reorganizarea muzeului bucureștean, în 1907 apar, pentru prima dată, dioramele biologice, care au reprezentat o nouă etapă în evoluția și organizarea muzeelor de istorie naturală. Primele diorame prezentau viața de pe piscurile munților Carpați, din regiunea colinelor, din Bărăgan, precum și din zona inundabilă a Deltei Dunării. De asemenea, în Muzeul de Istorie Naturală există și numeroase diorame care înfățișează fauna din regiunile de tundră, prerie, savană sau din deșertul Sahara. Datorită acestei prezentări deosebite, numeroase muzee europene și americane au solicitat sprijinul savantului român pentru organizarea colecțiilor lor muzeistice. Grigore Antipa a fost membru al Academiei Române și a mai multor academii din străinătate. A întemeiat școala românească de hidrobiologie și ihtiologie. L-a recomandat ca șef de secție pe oceanologul și biologul Mihai C. Băcescu.

## Lucrările lui Grigore Antipa
- Despre necesitatea introducerii unei pisciculturi sistematice în apele României (1892)
- Studii asupra pescăriilor din România (1895)
- Proiect de lege a pescuitului (1896)
- Die Fischerei-Verlaltnisse Rumaniens (1899)
- Fauna ihtiologică a României (1909)
- Pescăriile și regiunea inundabilă a Dunării în cadrul economiei naționale și mondiale (1932)
- Iconographie des Sturions et Clupeides de la Mer Noire (1934)
- Marea Neagră și ihtiologia ei (1941)

## In memoriam
Muzeul Național de Istorie Naturală din București poartă numele savantului, precum și Institutul Național de Cercetare-Dezvoltare Marină „Grigore Antipa” din Constanța.
Unul dintre premiile anuale acordate de Academia Română poartă numele lui Grigore Antipa.
De asemenea, nava de cercetări marine „Grigore Antipa”, care aparține Centrului de Scafandri din Constanța, îi poartă numele.

### Notafilie și numismatică

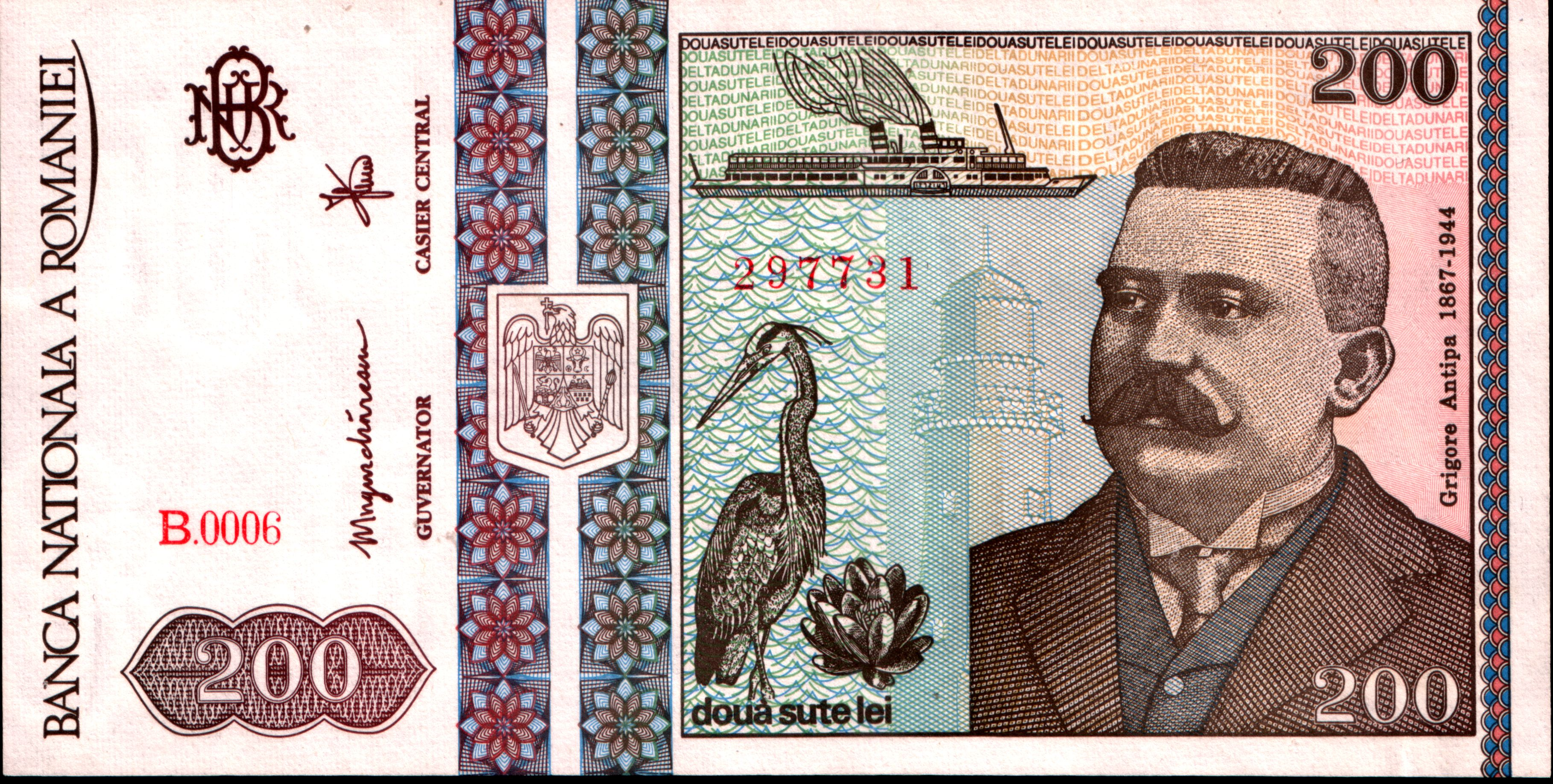
Bancnotă din 1992 cu Grigore Antipa

În anul 1992 Banca Națională a României a emis o bancnotă de circulație, cu valoarea nominală de 200 de lei, care are pe avers portretul lui Grigore Antipa.
Banca Națională a României a pus în circulație, la 4 decembrie 2017, o monedă comemorativă de aur, cu valoarea nominală de 100 de lei, cu ocazia împlinirii a 150 de ani de la nașterea lui Grigore Antipa. Moneda are titlul de 900‰, are greutatea de 6,452 grame, diametrul de 21 mm, are marginea zimțată și a fost emisă în 250 de exemplare, toate de calitate proof.